# Emballonura furax
Emballonura furax é uma espécie de morcego da família Emballonuridae. Endêmica da ilha de Nova Guiné (Indonésia e Papua-Nova Guiné) e ilhas adjacentes de Biak e Yapen. Está ameaçada por perda de habitat.